# Rimaszombati járás

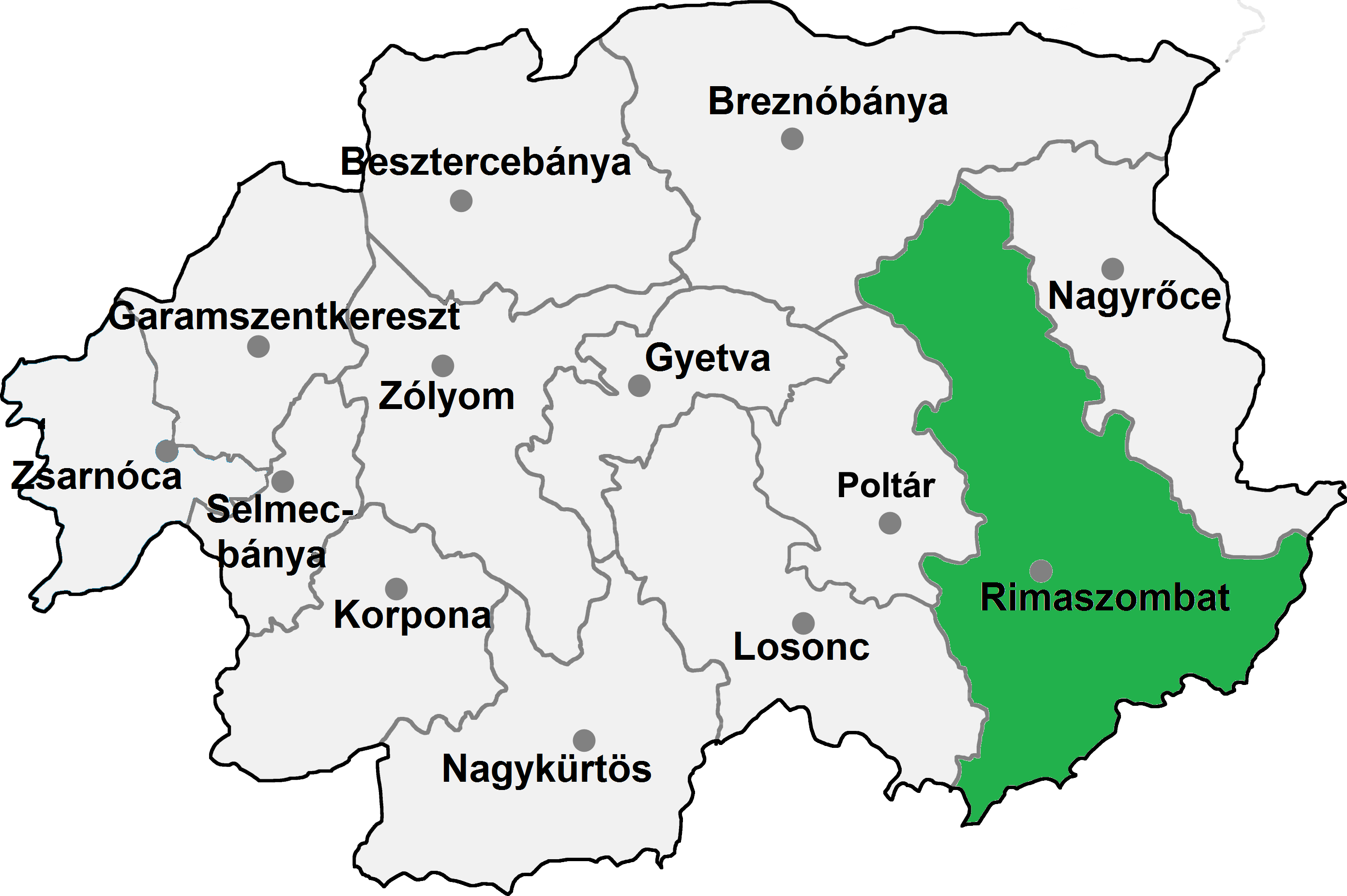
A Rimaszombati járás

A Rimaszombati járás (Okres Rimavská Sobota) Szlovákia Besztercebányai kerületének közigazgatási egysége. Területe 1471 km², lakosainak száma 83 124 (2001), székhelye Rimaszombat (Rimavská Sobota). Lakosságának 41.3 százaléka, azaz 34 323 személy magyar nemzetiségű. A járás területe nagyrészt az egykori Gömör-Kishont vármegye területe volt, egy kis rész nyugaton Nógrád vármegyéhez tartozott.

## Népessége
| Év:            | 1994.  | 2004.   | 2014.   | 2024.   |
| -------------- | ------ | ------- | ------- | ------- |
| Emberek száma: | 82 144 | 82 773  | 84 752  | 79 455  |
| Eltérés:       |        | +0,76 % | +2,39 % | -6,25 % |

| Év:            | 2023.  | 2024.   |
| -------------- | ------ | ------- |
| Emberek száma: | 79 655 | 79 455  |
| Eltérés:       |        | -0,25 % |

## A Rimaszombati járás települései
- Abafalva (Abovce)
- Ajnácskő (Hajnáčka)
- Almágy (Gemerský Jablonec)
- Alsósziklás (Nižný Skálnik)
- Alsóvály (Valice)
- Babarét (Babinec)
- Bakostörék (Veľké Teriakovce)
- Balogfala (Blhovce)
- Balogiványi (Ivanice)
- Balogpádár (Padarovce)
- Balogrussó (Hrušovo)
- Balogtamási (Tomášovce)
- Balogújfalu (Vieska nad Blhom)
- Baraca (Barca)
- Bátka (Bátka)
- Bellény (Belín)
- Bottovó (Bottovo)
- Bugyikfala (Budikovany)
- Cakó (Cakov)
- Cserencsény (Čerenčany)
- Csíz (Číž)
- Darnya (Drňa)
- Derencsény (Drienčany)
- Détér (Gemerské Dechtáre)
- Dobfenek (Dubno)
- Dobóca (Dubovec)
- Dobrapatak (Potok)
- Dúlháza (Dulovo)
- Egyházasbást (Nová Bašta)
- Feketepatak (Čierny Potok)
- Feled (Jesenské)
- Felsősziklás (Vyšný Skálnik)
- Felsővály (Vyšné Valice)
- Gesztes (Hostišovce)
- Gesztete (Hostice)
- Gortvakisfalud (Gortva)
- Gömörfüge (Figa)
- Gömörhegyvég (Poproč)
- Gömörispánmező (Španie Pole)
- Gömörlipóc (Lipovec)
- Gömörmihályfalva (Gemerské Michalovce)
- Gömörpéterfala (Petrovce)
- Guszona (Husiná)
- Hanva (Chanava)
- Harmac (Chrámec)
- Hubó (Hubovo)
- Jánosi (Rimavské Janovce)
- Jéne (Janice)
- Jeszte (Jestice)
- Kacagópuszta (Orávka)
- Kálosa (Kaloša)
- Karaszkó (Kraskovo)
- Kecege (Kociha)
- Kerekgede (Hodejovec)
- Kiéte (Kyjatice)
- Kisgömöri (Gemerček)
- Klenóc (Klenovec)
- Kopárhegy (Krokava)
- Korláti (Konrádovce)
- Kőhegy (Lukovištia)
- Kövecses (Štrkovec)
- Kruzsnó (Kružno)
- Magyarhegymeg (Dolné Zahorany)
- Medveshidegkút (Studená)
- Méhi (Včelince)
- Meleghegy (Teplý Vrch)
- Naprágy (Neporadza)
- Nemesmartonfala (Martinová)
- Nemesradnót (Radnovce)
- Nyustya (Hnúšťa)
- Óbást (Stará Bašta)
- Oldalfala (Stránska)
- Osgyán (Ožďany)
- Perjése (Dražice)
- Rakottyás (Rakytník)
- Ratkószabadi (Ratkovská Lehota)
- Ratkószuha (Ratkovská Suchá)
- Rimabánya (Rimavská Baňa)
- Rimabrézó (Rimavské Brezovo)
- Rimapálfala (Pavlovce)
- Rimaráhó (Hrachovo)
- Rimasimonyi (Šimonovce)
- Rimaszabadi (Lehota nad Rimavicou)
- Rimaszécs (Rimavská Seč)
- Rimaszombat (Rimavská Sobota)
- Rimazsaluzsány (Rimavské Zalužany)
- Rónapatak (Rovné)
- Runya (Rumince)
- Sajókeszi (Kesovce)
- Sajólénártfalva (Lenartovce)
- Sajólenke (Lenka)
- Sajórecske (Riečka)
- Sajószentkirály (Kráľ)
- Serke (Širkovce)
- Szeleste (Slizké)
- Szútor (Sútor)
- Tajti (Tachty)
- Tiszolc (Tisovec)
- Tóthegymeg (Horné Zahorany)
- Uzapanyit (Uzovská Panica)
- Vámosbalog (Veľký Blh)
- Várgede (Hodejov)
- Vecseklő (Večelkov)
- Velkenye (Vlkyňa)
- Zádorháza (Zádor)
- Zeherje (Zacharovce)
- Zsip (Žíp)

## Oktatás
A 2024/25-ös év alapiskolai statisztikája. 
|                      | Tanév 2024/25 Alapiskola |          |        |
| Település            | Össz                     | Magyarul | %      |
| Rimaszombati járás   | 7309                     | 3845     | 52,6%  |
| Rimaszombat környéke | 4778                     | 2926     | 61,2%  |
| Rimaszombat          | 2270                     | 737      | 32,5%  |
| (Rima)Jánosi         | 20                       | 20       | 100,0% |
| Almágy               | 252                      | 252      | 100,0% |
| Ajnácskő             | 22                       | 22       | 100,0% |
| Egyházasbást/Újbást  | 24                       | 24       | 100,0% |
| Tajti                | 34                       | 34       | 100,0% |
| Bátka                | 501                      | 501      | 100,0% |
| Baraca               | 56                       | 56       | 100,0% |
| Nemesradnót          | 124                      | 124      | 100,0% |
| Uzapanyit            | 60                       | 60       | 100,0% |
| Vámosbalog/Nagybalog | 40                       | 40       | 100,0% |
| Várgede              | 199                      | 199      | 100,0% |
| Balogfala            | 32                       | 32       | 100,0% |
| Feled                | 603                      | 449      | 74,5%  |
| Dobóca               | 31                       | 31       | 100,0% |
| Gesztete             | 170                      | 170      | 100,0% |
| Rimasimonyi          | 33                       | 33       | 100,0% |
| Serke                | 41                       | 41       | 100,0% |
| Szútor               | 79                       | 79       | 100,0% |
| Guszona              | 22                       | 22       | 100,0% |
| Osgyán               | 165                      | 0        | 0,0%   |